# Maarsserbrug

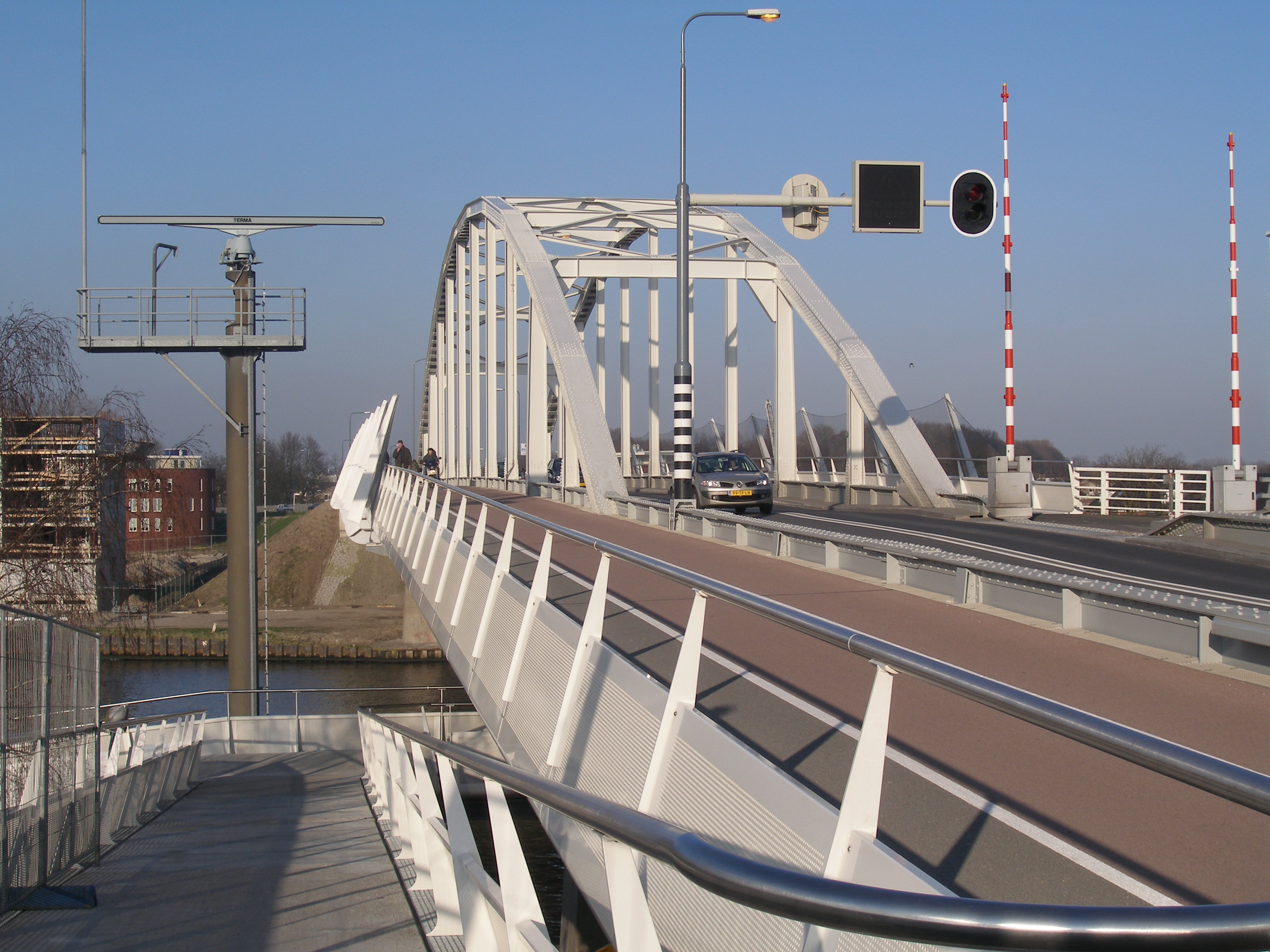
Maarsserbrug

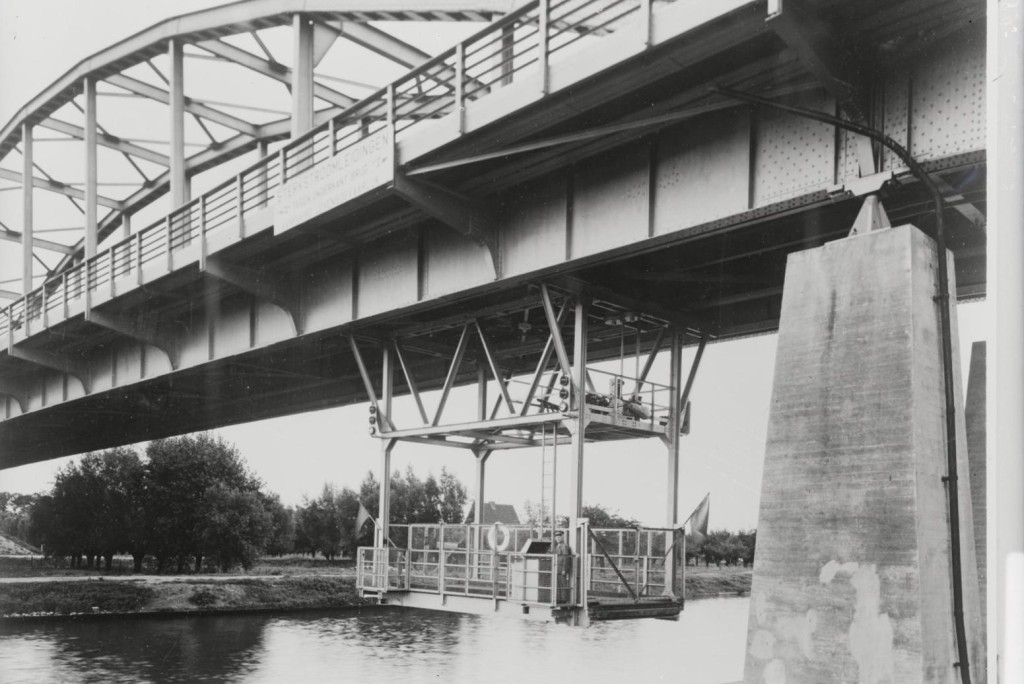
De transbordeur onder de Maarsserbrug.

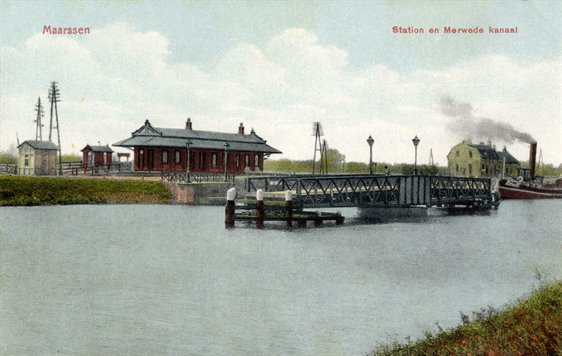
De draaibrug bij station Maarssen als voorganger.

De Maarsserbrug is een stalen boogbrug over het Amsterdam-Rijnkanaal in de Nederlandse gemeente Stichtse Vecht. De in 1938 geopende brug vormt een belangrijke verbinding tussen de twee kernen Maarssen (dorp) en Maarssenbroek. In de volksmond is de brug altijd de Hoge Brug genoemd. De brug overspant verder onder meer de spoorlijnen tussen Amsterdam en Utrecht

## Geschiedenis
Deze brug verving de draaibrug die in het verlengde van de Stationsweg en de Nieuwe Stationsweg lag. De nieuwe boogbrug was nodig vanwege de vergroting van het Merwedekanaal tot het Amsterdam-Rijnkanaal; een proces dat nog tot na de Tweede Wereldoorlog zou gaan duren. De Maarsserbrug kreeg een hoofdoverspanning van circa 88 meter. Vanwege de steile opritten zat er een elektrisch aangedreven hanglift (transbordeur) onder die vaak gebruikt werd door plaatselijke boeren met paard en beladen wagen. Deze werd bediend door de brugwachter die vlak bij de brug woonde. De transbordeur kon pas in 1939 opgeleverd worden en is verwijderd in 1959 omdat hij in onbruik raakte met de komst van tractoren.
Op 5 mei 1945 viel er ten gevolge van vuurgevechten op en bij de brug minstens een dode. In de nasleep daarvan liep onder meer de brug grote schade op door de ontploffing van munitie/springstof waarbij nog een dode viel. Men vermoedt dat er bij de ontploffing opzet in het spel was.
Omstreeks het jaar 2000 is naast de Maarsserbrug een radarstation voor de scheepvaart geplaatst. Ook zijn in die tijd de toeritten naar de brug heringericht en zijn erlangs nieuwe woonwijken gebouwd waarvan een de naam Hoge Brug kreeg. In 2006 is de brug geheel gerenoveerd. De toen aangebrachte anti-vandalismeschermen zijn de eerste in Nederland. Daarbij werd de brug voor het fiets- en voetgangersverkeer verbreed en zo'n 25 centimeter opgevijzeld zodat het scheepvaartverkeer een ruimere doorvaarthoogte kreeg. De vaarbreedte ter hoogte van de brug  is overigens aanzienlijk minder dan elders op het Amsterdam-Rijnkanaal